# Synagoga reformowana w Preszowie

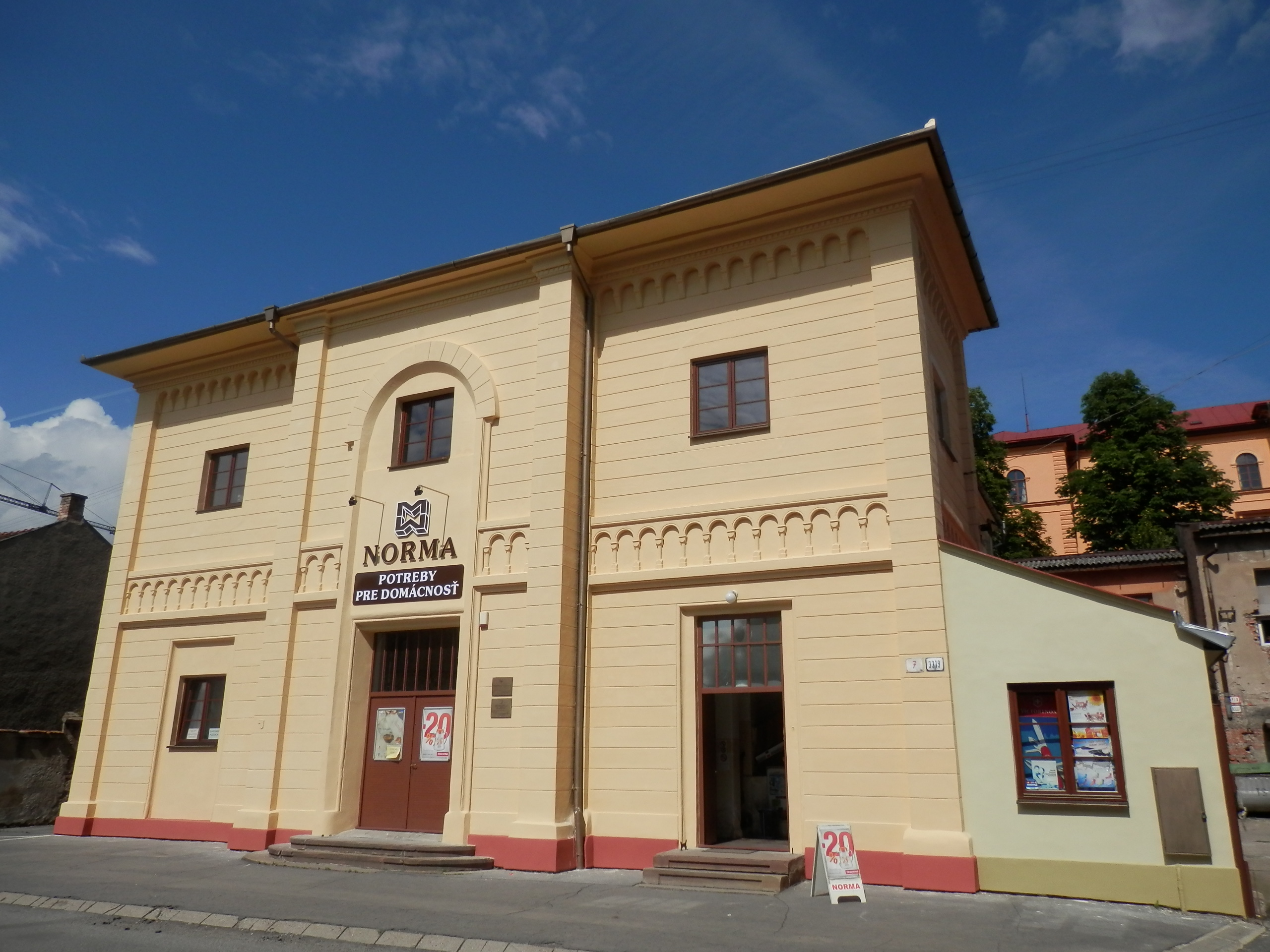
Synagoga reformowana (2013 r.)

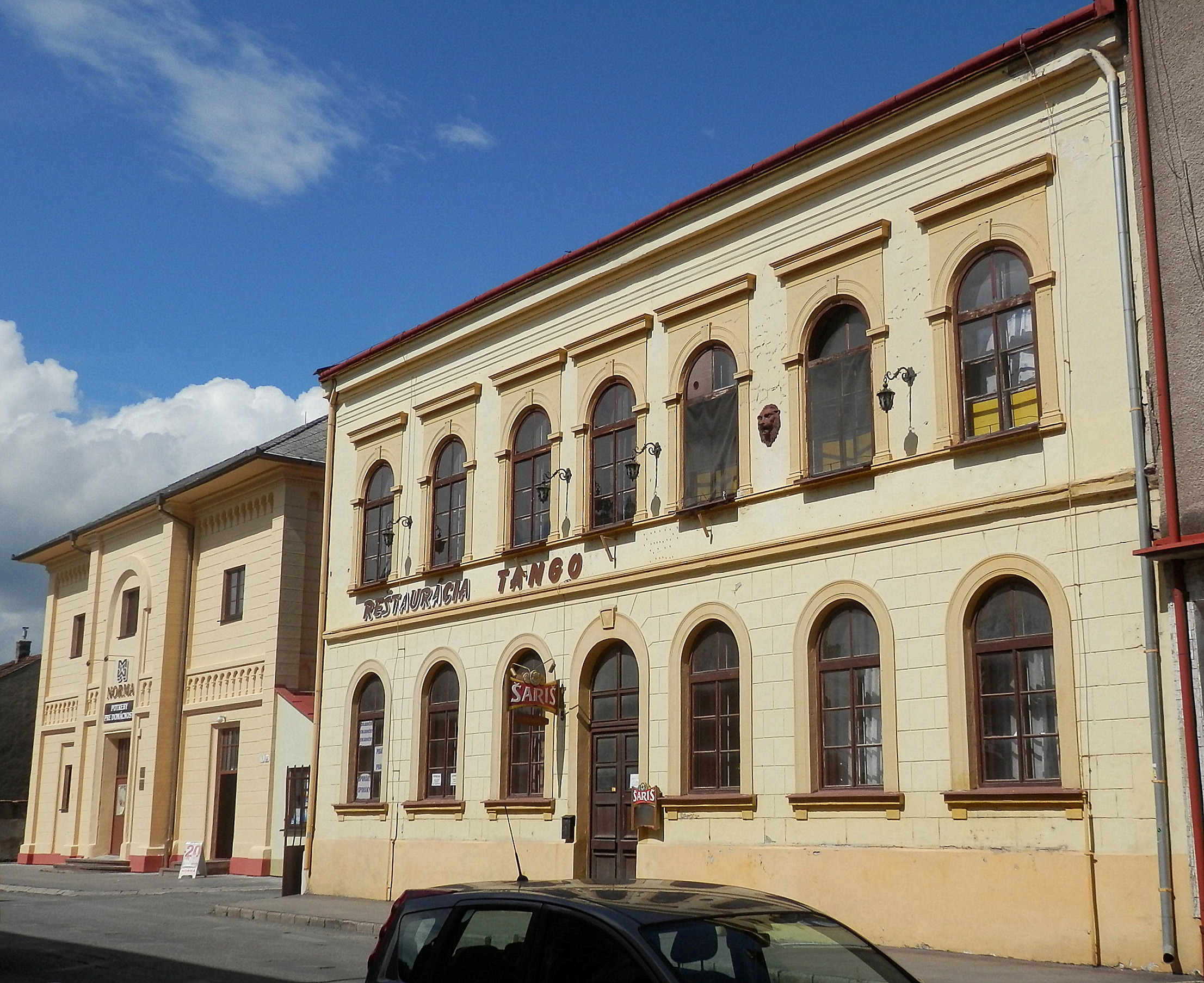
Budynek szkoły izraelickiej, w głębi synagoga (2013 r.)

Synagoga reformowana – zabytkowy budynek w Preszowie na Słowacji, przy ul. Konštantínova 7 (nr 3319), pierwotnie synagoga reformowanej gminy żydowskiej w tym mieście. Zwana też „synagogą neologiczną” lub „Małą synagogą”, w odróżnieniu od „Wielkiej synagogi”, użytkowanej przez gminę ortodoksyjną.

## Historia
Już w 1830 r., pomimo protestów rady miejskiej, Żydzi utworzyli w Preszowie własną gminę wyznaniową, a w połowie XIX w. liczba ludności żydowskiej w tym mieście sięgnęła 200 osób. Pierwszym przełożonym gminy (a później, aż do śmierci, przewodniczącym honorowym) został Leo Hollander, syn Marcusa Hollandera – pierwszego Żyda, który jeszcze z końcem XVIII w. osiadł w Preszowie. Leo Hollander cały swój majątek i siły oddał sprawie utworzenia w rodzinnym mieście wzorowej społeczności żydowskiej i walce o równe prawa dla Żydów w cesarstwie.
W latach 30. Hollander udostępnił swój dom na żydowski dom modlitwy, a następnie zainicjował budowę w latach 1847-1849 pierwszej synagogi. Wspomagał go w tym światły rabin, profesor języka hebrajskiego w Kolegium Ewangelickim, dr Solomon Marcus Schiller-Szinessy. Za udział w Wiośnie Ludów Schiller-Szinessy był ścigany przez władze cesarskie i musiał emigrować do Anglii, gdzie wkrótce został profesorem zwyczajnym uniwersytetu w Cambridge.
W roku 1887 synagoga spłonęła w wielkim pożarze miasta. Na jej miejscu wzniesiono nowy, obecny budynek, w znacznej mierze dzięki funduszom zgromadzonym w Anglii przez prof. Schillera-Szinessyego. Synagoga ta należała do preszowskiej gminy żydowskiej reformowanej, która mimo iż mniej liczna, niż gmina ortodoksyjna, zachowywała w mieście pozycję dominującą. Gmina ortodoksyjna w latach 1897-1898 wzniosła własną, istniejącą do dziś bożnicę.
Przed wybuchem II wojny światowej w Preszowie mieszkało co najmniej 4,5 tys. Żydów. Tuż po jej zakończeniu liczba Żydów w mieście nie przekraczała 1000, a do roku 1989 spadła do ok. 60 osób. Gmina reformowana nie wznowiła działalności. Budynek synagogi przejęło miasto. Obecnie (2018 r.) mieści się w nim sklep z meblami i wyposażeniem kuchennym.

## Architektura
Budynek na rzucie prostokąta, z nieco szerszą częścią frontową. Front trójosiowy, środkowa oś nieznacznie wysunięta do przodu w formie ryzalitu, wyodrębnionego dwoma masywnymi pilastrami. Front pokryty boniowaniem, dwukondygnacyjny, kondygnacje zwieńczone fryzami arkadkowymi. Wnętrze przebudowane.
Obok synagogi znajduje się piętrowy, siedmioosiowy budynek dawnej elementarnej szkoły izraelickiej. Mieści się w nim obecnie (2018 r.) restauracja.